# Galeria Grodova
Galeria Grodova – centrum handlowe w Grodzisku Mazowieckim.

## Opis
Budowa centrum rozpoczęła się w trzecim kwartale 2015 roku, a zakończyła w grudniu 2016. Inwestorem galerii była spółka Napollo, a wykonawcą Łucz-Bud. Obecnie największymi najemcami galerii są: RTV euro AGD, Martes Sport, Stokrotka, Empik, Smyk i Rossmann. Galeria posiada parking podziemny.

## Nagrody
Galeria Grodova została wyróżniona nagrodą II stopnia „Budowa Roku 2016” w konkursie Polskiego Związku Inżynierów i Techników Budownictwa.